# Premium MelodiX!
《Premium MelodiX!》是日本東京電視台於2013年1月8日開始播出的音樂節目。此節目的前身為《MelodiX!》（2001年－2002年），以及《月刊 MelodiX!》（2002年－2012年）。

## 播出時間
| 放送日期               | 放送時間                              |
| ---------------------- | ------------------------------------- |
| 2002年10月－2012年12月 | 每月一次 星期日 凌晨3點多開始         |
| 2013年01月－2014年04月 | 每週星期二 02:50 - 03:20 （約30分鐘） |
| 2014年04月－2014年06月 | 每週星期二 01:00 - 01:30 （約30分鐘） |
| 2014年07月－2014年12月 | 每週星期二 02:50 - 03:20 （約30分鐘） |
| 2015年01月－2015年03月 | 每週星期二 01:00 - 01:30 （約30分鐘） |
| 2015年04月             | 每週星期二 02:05 - 02:35 （約30分鐘） |
| 2015年05月－2015年06月 | 每週星期二 01:35 - 02:05 （約30分鐘） |
| 2015年07月－2016年09月 | 每週星期二 02:50 - 03:20 （約30分鐘） |
| 2016年10月－2016年12月 | 每週星期二 02:05 - 02:35 （約30分鐘） |
| 2017年01月－2019年04月 | 每週星期二 02:50 - 03:20 （約30分鐘） |
| 2019年04月－2020年03月 | 每週星期二 02:20 - 02:50 （約30分鐘） |
| 2020年04月             | 每週星期二 02:50 - 03:20 （約30分鐘） |
| 2020年05月－迄今       | 每週星期二 02:15 - 02:45 （約30分鐘） |

## 出演人員

### 主持人
| 時間                 | 主持人             |
| -------------------- | ------------------ |
| 2001年4月－2002年3月 | 佐藤江梨子         |
| 2002年4月－2004年3月 | 椎名法子           |
| 2004年4月－2006年3月 | 北陽               |
| 2006年4月－迄今      | 山里亮太、山崎静代 |

## 外部連結
- Premium MelodiX! （页面存档备份，存于）（日語）－官方網站
- Premium MelodiX! （页面存档备份，存于）（日語）－Twitter